# Diskvalificering
Diskvalificering innebär att utesluta någon från deltagande eftersom den inte längre anses kvalificerad. Inom idrottslivet används ofta den informella förkortningen diska. Det förekommer inom till exempel idrottstävlingar och orsaken kan till exempel vara fusk eller svåra överträdelser.